# Eric Vierneisel
Eric Scott Vierneisel (* 8. November 1985 in Algonquin) ist ein ehemaliger US-amerikanisch-deutscher Basketballspieler.

## Laufbahn
Vierneisel spielte als Jugendlicher Basketball an der Jacobs High School in Algonquin (US-Bundesstaat Illinois), dann von 2004 bis 2008 an der University of California-Berkeley. Der zwei Meter messende Flügelspieler kam in vier Jahren auf 110 Spiele, im Schnitt kam er auf 3,8 Punkte je Begegnung. Während seiner Hochschulzeit hatte er mehrmals mit Verletzungen zu kämpfen.
Der erste Halt seiner Laufbahn als Berufsbasketballspieler wurde die neuseeländische Mannschaft Taranaki Mountainairs. In der Saison 2009/10 stand Vierneisel beim deutschen Zweitligisten USC Heidelberg unter Vertrag. In der Sommerpause 2010 gelang ihm der Sprung in die Basketball-Bundesliga, Vierneisel wurde von den Düsseldorf Baskets verpflichtet. Bei den Rheinländern kam er in der Bundesliga in zwölf Spielen zum Einsatz und erzielte 4,4 Punkte je Begegnung. Vierneisels Bestwert in der Bundesliga waren zehn Punkte gegen Alba Berlin Mitte November 2010. Anfang November 2010 wechselte der Flügelspieler von Düsseldorf zum Zweitligisten Science City Jena. Er blieb bis zum Ende der Saison 2011/12 in Jena.
Im Juli 2012 nahm er ein Angebot des Zweitligisten BG Karlsruhe an, im letzten Spieljahr seiner Profilaufbahn war Vierneisel 2013/14 Mitglied des Drittligisten Uni-Riesen Leipzig und dort Leistungsträger.
Der studierte Politikwissenschaftler ging in die Vereinigten Staaten zurück, er wurde beruflich für ein Unternehmen tätig, das Jugendlichen hilft, Sportstipendien an US-Hochschulen zu erhalten.